# HipHopDX
HipHopDX là một tạp chí trực tuyến chuyên đưa cung cấp tin tức, phỏng vấn và phê bình đánh giá âm nhạc hip hop, với hơn 3,5 triệu độc giả hàng tháng. Người sáng lập và giám đốc điều hành của trang web là Sharath Cherian và Trưởng phòng Nội dung là Jerry L. Barrow. HipHopDX là ấn phẩm chính của Cheri Media Group.
Vào tháng 9 năm 2020, Warner Music Group mua lại HipHopDX. Tuy nhiên, trang web đã được bán vào năm 2024 cho Uproxx Studios, được quản lý bởi will.i.am, Jarret Myer và Rich Antoniello. Giám đốc báo chí hip hop của HipHopDX, Elliott Wilson, là người đồng dẫn chương trình (cùng với DJ Hed và Jeremy Hecht) trên The Bigger Picture, một chương trình tranh luận về hip-hop hàng tuần do Uproxx Studios quản lý.
HipHopDX được đề cử cho giải Website hip hop trực tuyến xuất sắc nhất tại giải BET hip hop năm 2012. Ngày 3 tháng 9 năm 2013, The Source xướng HipHopDX vào hàng thứ 3 trong danh sách Digital Power 30 năm 2013 chuyên xếp hạng các website phổ biến nhất trong ngành công nghiệp nhạc hip hop.